# Guizhou WS-13
El motor  WS-13 (Chino: 涡扇-13), con nombre código Taishan, es un motor turbofan diseñado y manufacturado por Guizhou Aircraft Industry Corporation para poveer el avión de combate ligero JF-17 Thunder multi-role,  que desarrollan conjuntamente China y Pakistan, y en el futuro cercano el caza Shenyang J-31 stealth fighter actualmente bajo desarrollo.
Dado el hermetismo con que el gobierno chino maneja el tema de desarrollo militar, algunas fuentes dicen que el motor ws-13 chino es una copia del motor ruso Klimov RD-33; El Klimov RD-33 fue desarrollado para el avión de combate Mig-29.
El costo total de un avión de combate chino JF-17 se calcularía proximadamente entre 30 y 40 MMUS$.
De acuerdo al semanario Janes. el nuevo jet JF-17 fighter voló ahora con el motor WS-13 en el prestigioso Paris Air Show del año 2015.
Su uso más reciente conocido es en el Caza Shenyang J-31.
Según medios chinos existen en desarrollo versiones mejoradas de este motor.
Características generales:
- Tipo: Turbofan con postquemador.
- Longitud: 4.14 metros (13.6 ft)
- Diámetro: 1.02 metros (3 ft 4 in)
- Peso: 1,135 kilogramos (2,502 lb)
- Empuje Nominal: 51.2 kN / con postquemador 86.3 kN

Motores similares:
- Klimov RD-33
- Snecma M88

- Datos: Q5360893